# Konståret 1886

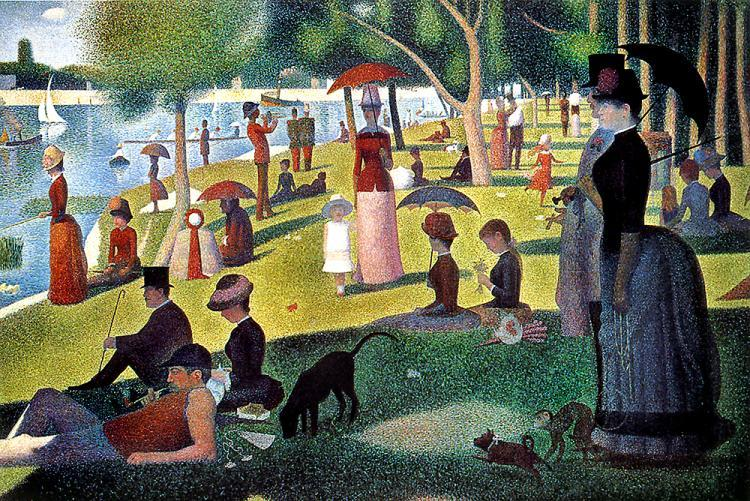
Georges-Pierre Seurat - Un dimanche après-midi à l'Île de la Grande Jatte - 1884 färdigställs år 1886 och finns att bese på Art Institute of Chicago.

## Händelser

### Okänt datum
- Ett antal av Sveriges främsta konstnärer bildar Konstnärsförbundet i opposition mot Konstakademiens värderingar.
- William Merritt Chase grundar Parsons School of Design i Greenwich Village.
- Föreningen för nordisk konst slås ihop med Sveriges allmänna konstförening.

## Verk

### Bildkonst
- Hugo Birger - Skandinaviska konstnärernas frukost i Café Ledoyen
- Georg von Rosen  - Adolf Erik Nordenskiöld
- Albert Bierstadt - Storm in the Rocky Mountains.
- William Merritt Chase - Hattie.
- Georges-Pierre Seurat - Un dimanche après-midi à l'Île de la Grande Jatte - 1884 färdigställs (Art Institute of Chicago).
- Ferdinand von Wright - Stridande tjädertuppar

### Byggnadsverk
I hörnet av Åsbogatan-Sparregatan i Borås blir Slottet klart. Ett exklusivt bostadshus i den unge arkitekten Lars Kellmans historicistiska nyrenässansanda.

## Födda
- 18 januari – Antoine Pevsner (död 1962), rysk målare och skulptör.
- 3 februari – Sigfrid Ullman (död 1960), svensk konstnär.
- 27 februari – Leander Engström (död 1927), svensk målare.
- 1 mars – Viktor Jansson (död 1958), finländsk skulptör.
- 1 mars – Oskar Kokoschka (död 1980), österrikisk konstnär.
- 2 mars – Agda Holst (död 1976), svensk konstnär.
- 14 mars – Elsa Gullberg (död 1984), svensk inredningsarkitekt och textilformgivare.
- 20 mars – Gustaf Axel Anderson, svensk tecknare och animatör.
- 31 mars – Berndt Sörenson (död 1954), svensk baptistpastor, konstnär och författare.
- 15 april – Amédée Ozenfant (död 1966), fransk målare.
- 19 april – Hermine David (död 1970), fransk målare.
- 8 maj – Jussi Mäntynen (död 1978), finländsk djurkonservator och skulptör.
- 21 juni – Harald Sjövall (död 1955), svensk lärare (lektor), språkman och illustratör.
- 9 juli – Gabriel Burmeister (död 1946), svensk konstnär och grafiker.
- 12 juli – Raoul Hausmann (död 1971), österrikisk konstnär, fotograf, och författare.
- 23 juli – Helge Zandén (död 1972), svensk målare och grafiker.
- 28 juli – Beatrix Potter (död 1943), brittisk barnboksförfattare och illustratör.
- 31 juli – Constant Permeke (död 1952), belgisk konstnär (impressionist).
- 9 augusti – Arvid Olson (död 1978), svensk konstnär och filmpionjär.
- 10 augusti – Arthur Percy (död 1976), svensk konstnär och formgivare.
- 1 september – Tarsila do Amaral (död 1973), brasiliansk konstnär.
- 16 september – Jean Arp (död 1966), tysk-fransk konstnär.
- 14 november – Patrik Reuterswärd (död 1971), svensk konstnär.
- 8 december – Diego Rivera (död 1957), mexikansk muralmålare.
- 29 december – Aarno Karimo (död 1952), finsk författare, målare och major.

## Avlidna
- 7 januari - Richard Dadd (född 1817), engelsk målare.
- 19 maj - Arthur Quartley (född 1839), amerikansk målare.
- 29 juni - Adolphe Monticelli (född 1824), fransk målare.
- 21 juli - Karl von Piloty (född 1826), tysk målare.
- 25 augusti - Charles Callahan Perkins (född 1823), amerikansk konstkritiker och författare.
- 17 september - Asher Brown Durand (född 1796), amerikansk målare.
- 23 september - Thomas Webster (född 1800), engelsk målare.
- 20 november - William Bliss Baker (född 1859), amerikansk målare.
- okänt datum - Andrew Nicholl (född 1804), irländsk målare.